# Мирно-слънчево
„Мирно-слънчево“ е българска телевизионна новела (психологическа драма) от 1965 година на режисьора Неделчо Чернев, по сценарий на Любен Божев. Оператор е Георги Карайорданов. Музиката е на композитора Петър Ступел. Художник – Евгени Поптошев.

## Актьорски състав
- Гинка Станчева – синоптичката